# Dirk Grübler
Dirk Grübler (ur. 23 lutego 1981 w Lipsku) – niemiecki siatkarz, środkowy, 48-krotny reprezentant kraju w kategorii juniorów.
Do 2002 roku był zawodnikiem SCC Berlin. Potem wyjechał do Wuppertalu, by reprezentować barwy miejscowego Bayeru. W owym klubie został oznaczony na koszulce numerem 2. Od początku gry w tym zespole występował w 1.Bundeslidze. W klasyfikacji końcowej ligi sezonu 2006/2007 z drużyną uplasował się na 5. pozycji.